# Mariette Navarro
Œuvres principales
- Alors Carcasse (2011)
- "Nous les vagues"(2011)
- "Prodiges®" (2012)
- "Les chemins contraires" (2016)
- "Zone à étendre" (2018)
- "Ultramarins" (2021)

Mariette Navarro, née le 4 avril 1980 à Lyon, est une dramaturge et écrivaine française.

## Biographie
Après des études de lettres modernes et d'arts du spectacle, elle est formée en tant que dramaturge à l'école du Théâtre national de Strasbourg (2004-2007).
Elle est d'abord dramaturge auprès de Dominique Pitoiset au Théâtre national de Bordeaux en Aquitaine pour la création de Qui a peur de Virginia Woolf ? d’Edward Albee (2009) et Mort d'un commis voyageur d’Arthur Miller (2010), auprès de Matthieu Roy pour Qui a peur du loup ? de Christophe Pellet (2011) et auprès de Caroline Guiela Nguyen pour Se souvenir de Violetta (2011), Elle brûle (2013) et Le Chagrin au Théâtre national de la Colline.
Elle travaille comme dramaturge pour différents théâtres et compagnies, fait partie de comités de lecture, et du collectif d'artistes de la Comédie de Béthune depuis 2014. Elle est associée aux Scènes du Jura (scène nationale) pour la saison 15-16, et au théâtre de l'Aquarium pour la saison 17-18.
Elle codirige la collection Grands Fonds chez Cheyne éditeur.
Elle intervient régulièrement dans les écoles supérieures d’art dramatique (ENSATT, ESAD, CNSAD).
Elle écrit notamment pour les metteurs en scène Matthieu Roy (Prodiges®), Caroline Guiela Nguyen (Elle brûle), Anne Courel (Les feux de poitrine) François Rancillac (Les hérétiques), Hélène Soulié (Scoreuse) , et la chorégraphe Marion Lévy (Les Puissantes, Et Juliette, Training, Et si tu danses, Roméo).

## Œuvres

### Roman
- Ultramarins, Quidam éditeur, 2021
- Palais de verre, Quidam éditeur, 2024

### Théâtre et poésie
- Alors Carcasse, Cheyne éditeur, 2011 Prix Robert-Walser du premier livre en 2012.
- Nous les vagues suivi de Les Célébrations, éditions Quartett, 2011
- Prodiges®, éditions Quartett, 2012 Pièce traduite en anglais par Katherine Mendelsohn et présentée en 2013 à l’Institut français d'Écosse dans le cadre du Fringe Festival d’Edimbourg.
- Les Chemins contraires, Cheyne éditeur, 2016
- Les Feux de Poitrine, éditions Quartett, 2016
- Zone à étendre, éditions Quartett, 2018
- Les Hérétiques, éditions Quartett, 2018
- Les désordres imaginaires (Ou la destruction du pays par le jeune président à la mode), éditions Quartett, 2020.
- Impeccable, et autres pièces aux pieds légers, éditions Quartett, 2022
- MADAM, Manuel d'auto-défense à méditer, collection Écriture de spectacle, Deuxième époque, 2023.

### Publication en revues
- La Curiosité (nouvelle), paru dans le numéro 9 de la revue Espace(s), publiée par l'Observatoire de l'Espace du CNES.
- Convoquer l'onde, paru dans Le vent des caraïbes, Autour d'Aimé Césaire, Etats provisoires du poème, n°XIII. (co-édition Cheyne-TNP de Villeurbanne)
- Un matin d'adolescence, variation autour de Perceval parue dans les Cahiers du TNP numéro 14.
- Partitions pour le temps présent, sur l'écriture de Michel Vinaver, dans Bettencourt Boulevard ou une histoire de France, Cahiers du TNP numéro 15, 2015.
- Zones à étendre, dans Frictions, n° 26, juin 2016

### Prix littéraire
- Prix de la fondation Robert Walser pour Alors Carcasse
- Prix littéraire Frontières Léonora Miano 2022[1], pour le roman Ultramarins
- Prix Senghor 2022, pour Ultramarins
- Prix des lycéens de la ville de Sceaux, 2022, pour Ultramarins
- Prix de la médiathèque de Villejuif, 2022, pour Ultramarins
- Mention spéciale du Prix Bravo Zulu, de l'Acoram, 2022, pour Ultramarins
- Mention spéciale du Prix Hors Concours, 2021, pour Ultramarins
- Prix Mémoires de la mer 2022, pour Ultramarins